# Andrei Tivontschik
Andrei Tivontschik (en biélorusse Андрэй Цівончык, Andryey Tsivonchyk, né le 13 juillet 1970 à Minsk en RSS de Biélorussie) est un athlète allemand spécialiste du saut à la perche.

## Biographie
Il obtient la nationalité allemande en 1993 et dispute sa première compétition internationale sous les couleurs de l'Allemagne dès l'année suivante à l'occasion des Championnats d'Europe d'Helsinki, se classant sixième du concours avec une hauteur de 5,70 m. Il obtient son premier podium international dès l'année suivante en terminant troisième des Championnats du monde en salle, derrière Sergueï Bubka et Igor Potapovich, et à égalité avec Okkert Brits. Plus tard dans la saison, il franchit 5,85 m lors du meeting de Sheffield.
Sélectionné pour les Jeux olympiques de 1996, Andrei Tivontchik se classe troisième de la finale derrière le Français Jean Galfione et le Russe Igor Trandenkov. Auteur d'un nouveau record personnel à 5,92 m, il établit la même hauteur que ses deux adversaires mais est devancé au nombre d'essais. Quelques jours plus tard, l'Allemand établit la meilleure performance de sa carrière en franchissant 5,95 m lors du meeting de Cologne. 
Il met un terme à sa carrière à l'issue de la saison 2001. Il devient entraîneur, et conseille désormais Raphael Holzdeppe.

## Palmarès
| Date | Compétition                    | Lieu      | Place | Hauteur |
| ---- | ------------------------------ | --------- | ----- | ------- |
| 1994 | Championnats d'Europe          | Helsinki  | 6e    | 5,70 m  |
| 1995 | Championnats du monde en salle | Barcelone | 3e    | 5,75 m  |
| 1995 | Championnats du monde          | Göteborg  | 9e    | 5,60 m  |
| 1996 | Jeux olympiques                | Atlanta   | 3e    | 5,92 m  |
| 1998 | Championnats d'Europe          | Budapest  | 6e    | 5,50 m  |
| 1999 | Championnats du monde en salle | Maebashi  | 6e    | 5,70 m  |

## Records personnels
- Plein air : 5,95 m (16 août 1996 à Cologne)
- Salle : 5,85 m (20 février 1999 à Karlsruhe)